# Oecleus balli
Oecleus balli är en insektsart som beskrevs av Kramer 1977. Oecleus balli ingår i släktet Oecleus och familjen kilstritar. Inga underarter finns listade i Catalogue of Life.